# تومويا كوماجاي
تومويا كوماجاي (باليابانية: 熊谷 智哉) (25 مارس 1988 في أكيتا في اليابان – )؛ هو لاعب كرة قدم سابق كان يلعب كمهاجم.

## وصلات خارجية
- تومويا كوماجاي على موقع قاعدة بيانات كرة القدم.إي يو (الإنجليزية)
- تومويا كوماجاي على موقع عالم كرة القدم.نت (الإنجليزية)